# Alfredo Henriod
Alfredo Henriod Grellaud (Lima, 5 de enero de 1883 - Lima, 3 de enero de 1942) fue un militar y político peruano. Fue ministro de Gobierno y Policía del segundo gobierno del general Óscar R. Benavides (1933-1935). Luego fue senador por Madre de Dios (1939-1942).

## Biografía
Nació en Lima, siendo sus padres Emilio Henriod y Dolores Grellaud. Su padre fue el fundador de la Cruz Roja Peruana.
Cursó sus estudios escolares en el Colegio Nacional Nuestra Señora de Guadalupe. Luego, en 1901, ingresó a la Escuela Militar de Chorrillos, de donde egresó en 1905 como alférez de caballería. En 1908 ascendió a teniente y pasó a ser instructor en la Escuela Militar. Fue enviado a Europa para que se perfeccionara.
De regreso al Perú, en 1914 pasó a formar parte de la Casa Militar del presidente Guillermo Billinghurst. Por entonces fue ascendido al grado de capitán. Poco después, en ese mismo año, fue nombrado subprefecto de la provincia de Tahuamanu del recién creado departamento de Madre de Dios, cargo que desempeñó hasta 1915.
El 6 de febrero de 1916 se casó con María Isabel Cordero en la iglesia La Recoleta de Lima. De 1916 a 1918 fue sucesivamente instructor y secretario de la Escuela Militar de Chorrillos. Entre 1918 y 1919 fue miembro de la Casa Militar del presidente José Pardo y Barreda. Ya por entonces había sido ascendido a la clase de sargento mayor.
Se encontraba desempeñando la función de prefecto de Huánuco, cuando ocurrió el golpe de Estado del 4 de julio de 1919, que elevó al poder a Augusto B. Leguía. Se mantuvo leal al gobierno legítimo y durante tres días contuvo la sublevación de la gendarmería aliada de los golpistas.
El 10 de setiembre de 1919, el gobierno de Leguía, poco antes de la instalación de la Asamblea Constituyente, denunció un complot en su contra, desatándose la represión. Henriod fue acusado de ser partícipe de la sedición, por lo que fue apresado y deportado a bordo del vapor Ucayali.
Llegó a Nueva York, donde se dedicó a los negocios. Cuando Leguía fue a su vez derrocado en 1930, se instaló una Junta Militar presidida por el teniente coronel Luis Sánchez Cerro. Este solicitó los servicios de Henriod, que aceptó ser cónsul general del Perú en Nueva York.
En 1931, Henriod regresó al Perú para hacerse cargo de la prefectura de Arequipa. Tenía ya el grado de teniente coronel. Renunció en el mes de febrero del mismo año, a raíz de la sublevación ocurrida en Arequipa, evento este que precipitó la renuncia de Sánchez Cerro. Regresó entonces a Nueva York y reasumió el cargo de cónsul general.

### Ministro de Gobierno y Policía
Luego de la ascensión al poder del general Óscar R. Benavides, fue nuevamente convocado al Perú, esta vez para ocupar el cargo de ministro de Gobierno y Policía. Arribó a Lima el 2 de diciembre de 1933, siendo juramentado como integrante del gabinete ministerial presidido por José de la Riva Agüero y Osma.
Le tocó desempeñar su gestión ministerial en un periodo de mucha tensión debido al accionar subversivo de los apristas, que se exacerbó aún más con el asesinato del director del diario El Comercio, Antonio Miró Quesada de la Guerra, y el de su esposa María Laos, a manos de un joven afiliado de dicho partido (15 de mayo de 1935). Pocos días después, renunció el gabinete en pleno y se conformó otro presidido por el general Manuel E. Rodríguez, en donde ya no figuraba Henriod.
De su paso por el ministerio de Gobierno, se recuerda también el duelo que tuvo con el diputado y líder de la Unión Revolucionaria, Luis A. Flores. Ello se originó cuando Flores dijo que la proliferación de casas de juego era una señal del mal desempeño del ministerio de Gobierno. Henriod consideró esto como una ofensa y retó a Flores a un duelo de pistolas, que se realizó el 15 de enero de 1935, sin consecuencias.

### Senador por Madre de Dios
En las elecciones generales de 1939 fue elegido senador por Madre de Dios.
Falleció en distrito limeño de Miraflores, el 3 de enero de 1942, en el ejercicio de su función parlamentaria.